# I Want You Back (singel Secret)
I Want You Back – debiutancki singel południowokoreańskiej grupy Secret, wydany cyfrowo 13 października 2009 roku w Korei Południowej. Utwór, wspólnie z Magic, promował pierwszy minialbum Secret Time. 

## Lista utworów
| Nr | Tytuł                                                          | Czas |
| -- | -------------------------------------------------------------- | ---- |
| 1. | "3 Nyeon 6 Gaewol" (kor. 3년 6개월, ang. 3 Years and 6 Months) | 3:46 |
| 2. | "I Want You Back"                                              | 3:48 |

## Twórcy i personel
Opracowano na podstawie wkładki muzycznej płyty CD:
- Song Ji-eun – wokal
- Han Sun-hwa – wokal
- Jeon Hyo-sung – wokal
- Jung Ha-na – wokal, rap
- Kang Ji-won – słowa utworów, aranżacja, kompozycja
- Son Jeong-hwan – słowa utworów
- Park Gyeong-uk – słowa utworów